# Francisco Gavidia
Francisco Antonio Gavidia Guandique (* 29. Dezember 1863 in San Miguel, El Salvador; † 22. September 1955 in San Salvador, El Salvaldor) war ein salvadorianischer Schriftsteller, der gemeinhin als Nationaldichter von El Salvador und bedeutendste Figur des Geisteslebens El Salvadors im 19. und 20. Jahrhundert gilt. Er war vor allem als Lyriker, Dramatiker, Essayist, Literaturkritiker, Historiker, Übersetzer, Korrespondent und Redakteur tätig.

## Leben und Wirken
Zeitlebens verband ihn eine tiefe Freundschaft mit Ruben Dario. Er übersetzte vor allem französische Lyrik ins Spanische und war für diverse Zeitungen aus Zentralamerika als Korrespondent in Nord- und Südamerika sowie in Europa tätig.
Er gründete bedeutende Kulturinstitute in El Salvador, so die Akademie der Wissenschaften (1888), eine Zeitung (1888) sowie eine Partei (1895).  Außerdem war er Begründer der Akademie für Geschichte von El Salvador (1925)  sowie der Akademie für Sprache (1952). 
Zwischen 1974 und 1976 erschien bereits eine Gesamtausgabe seines Werkes. 
In El Salvador sind die Universität in der Hauptstadt, die Nationalbibliothek und ein Theater in San Miguel nach ihm benannt.
Auf Deutsch ist von ihm in der Manesse-Bibliothek „Die Wölfin“ erschienen. Francisco Gavidia war verheiratet und Vater von zwölf Kindern.

## Werk (Auswahl)
- Poesia, Lyrik, 1877.
- Versos, Lyrik, 1884.
- Ursino, Theaterstück, 1887.
- Jupiter, Theaterstück, 1895.
- Cuertos y narraciones, Erzählungen, 1931.
- Hespero, Theaterstück, 1931.